# Creska špiljska pipa
Creska špiljska pipa (lat. Otiorhynchus (Aleutinops) crepsensis), vrsta kukca iz porodice pipa. Hrvatski endem s otoka Cresa.

## Vanjske poveznice
|  | Wikivrste imaju podatke o taksonu Otiorhynchus (Aleutinops) |